# Maxwell-Stefan-Diffusion
Als Maxwell-Stefan-Diffusion (auch Stefan-Maxwell-Diffusion) wird ein Modell zur Beschreibung der Diffusion in Multikomponentensystemen bezeichnet. Die Gleichungen, die diese Transportvorgänge beschreiben, wurden von James Clerk Maxwell für verdünnte Gase und Josef Stefan für Flüssigkeiten parallel und unabhängig voneinander entwickelt. Die Maxwell-Stefan-Gleichung lautet:
{\displaystyle a_{i}{\frac {\nabla \mu _{i}}{R\,T}}=\nabla \ln a_{i}=\sum _{j=1 \atop j\neq i}^{n}{{\frac {\chi _{i}\chi _{j}}{{\mathfrak {D}}_{ij}}}({\vec {v}}_{j}-{\vec {v}}_{i})}=\sum _{j=1 \atop j\neq i}^{n}{{\frac {c_{i}c_{j}}{c^{2}{\mathfrak {D}}_{ij}}}\left({\frac {{\vec {J}}_{j}}{c_{j}}}-{\frac {{\vec {J}}_{i}}{c_{i}}}\right)}}
- ∇: Nabla-Operator
- χ: Stoffmengenanteil
- μ: chemisches Potential
- a: Aktivität
- i, j: Indizes für Komponente i und j
- n: Anzahl der Komponenten
- {\displaystyle {\mathfrak {D}}_{ij}}: Maxwell-Stefan-Diffusionskoeffizienten
- {\displaystyle {\vec {v}}_{i}}: Geschwindigkeit der Komponente i
- {\displaystyle c_{i}}: Stoffmengenkonzentration der Komponente i
- c: Gesamtstoffmengenkonzentration
- {\displaystyle {\vec {J}}_{i}}: Stofffluss der Komponente i

Die Gleichung geht von einer homogenen Strömung aus, d. h. der Abwesenheit von Geschwindigkeitsgradienten aus, wie es insbesondere bei ruhenden Medien der Fall ist.
Die Grundannahme der Theorie ist, dass eine Abweichung vom Gleichgewicht zwischen molekularer Reibung und thermodynamischen Interaktionen zum Diffusionsfluss führt. Die molekulare Reibung zwischen zwei Komponenten ist proportional zu ihrem Geschwindigkeitsunterschied und den Stoffmengenanteilen. Im einfachsten Fall ist der Gradient des chemischen Potentials die Antriebskraft der Diffusion. Für komplexere Systeme, wie beispielsweise elektrolytische Lösungen, und weitere Antriebskräfte, wie beispielsweise Druckgradienten, muss die Gleichung um Terme für zusätzliche Interaktionen erweitert werden.
Ein großer Nachteil der Maxwell-Stefan-Theorie ist, dass die Diffusionskoeffizienten, mit Ausnahme der Diffusion verdünnter Gase, nicht den Fickschen Diffusionskoeffizienten entsprechen und daher nicht tabelliert sind. Auch sind die Diffusionskoeffizienten nur für den binären und ternären Fall mit vertretbarem Aufwand zu ermitteln. Für Dreikomponentensysteme existieren eine Reihe von Näherungsformeln zur Vorhersage der Maxwell-Stefan-Diffusionskoeffizienten.
Ein großer Vorteil der Theorie ist, dass Systeme betrachtet werden können, in denen die „klassische“ Ficksche Diffusionstheorie versagt. So sind in der Maxwell-Stefan-Theorie beispielsweise auch negative Diffusionskoeffizienten nicht ausgeschlossen.
Es ist möglich, die Ficksche Theorie aus der Maxwell-Stefan-Theorie herzuleiten.